# 神戸電鉄粟生線
粟生線（あおせん）は、兵庫県神戸市北区の鈴蘭台駅から兵庫県小野市の粟生駅までを結ぶ神戸電鉄の鉄道路線である。駅ナンバリングで使われる路線記号はKB。
鈴蘭台駅 - 木津駅間の急峻な50 ‰の勾配を越え、神戸市西区から三木市を中心に広がる住宅地と神戸市の中心部を結ぶ通勤・通学路線となっている。

## 路線データ

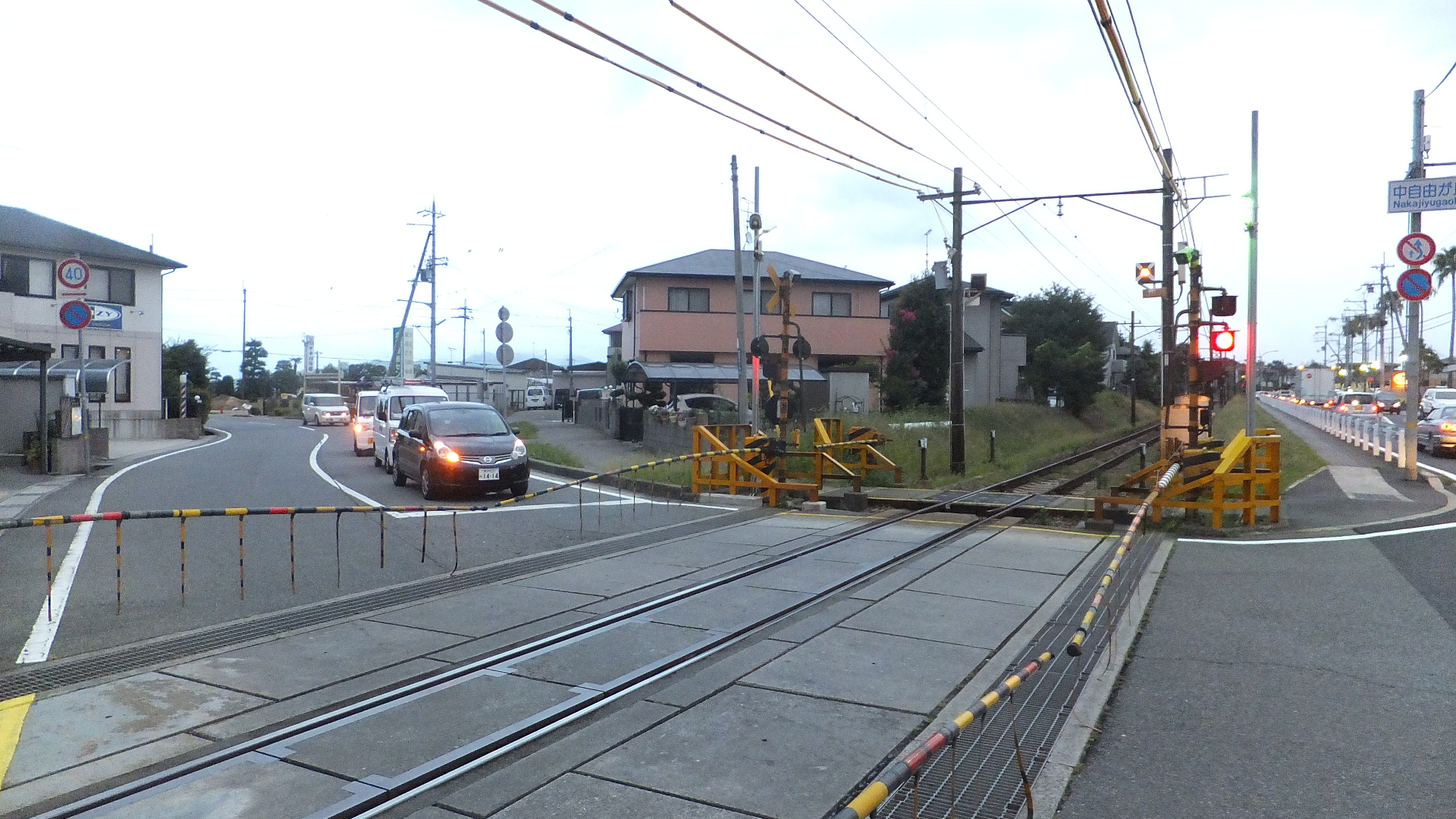
三木市にあるニュータウン沿いの様子
三木市志染町中自由が丘2丁目で撮影

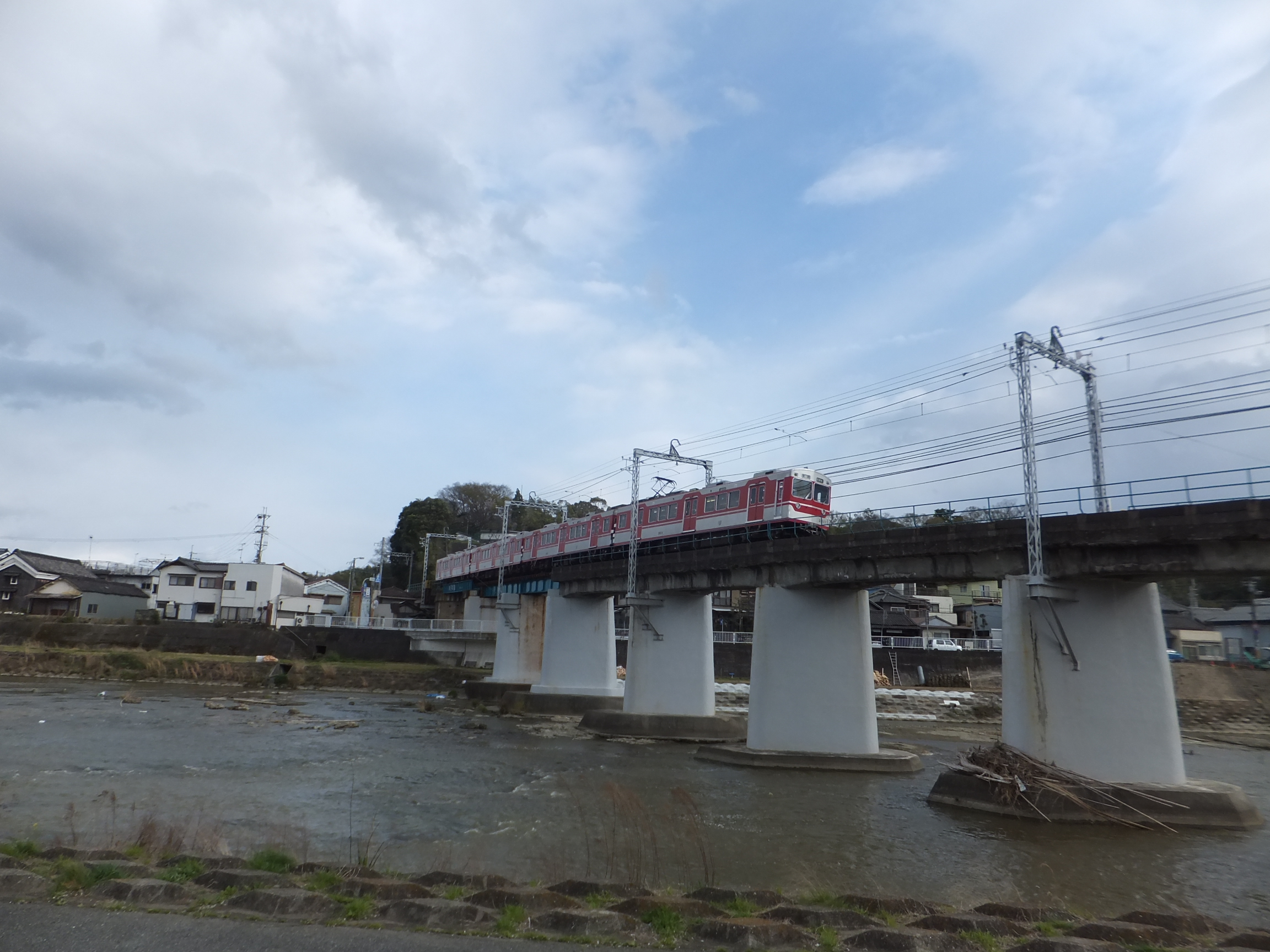
美嚢川を渡る電車の様子
三木市本町2丁目で撮影

- 路線距離（営業キロ）：29.2 km[2]
- 軌間：1,067 mm[2]
- 駅数：20駅（起終点駅含む）[2]
- 複線区間：西鈴蘭台駅 - 藍那駅間、川池信号所 - 押部谷駅間
- 電化区間：全線電化（直流1,500 V）
- 閉塞方式：自動閉塞式
- 最高速度：70 km/h[1]
- 編成両数：3両または4両
- IC乗車カード対応区間：
  - PiTaPaエリア：全線

## 運行形態
全営業列車でワンマン運転を実施しており、大半の列車が有馬線と直通運転を行う。上り最終の鈴蘭台行きを除き、いずれも鈴蘭台駅で有馬線の普通に接続する。
以前は終電が早かったが、2001年6月23日の改正で新開地発最終が23時台から0時台に繰下げられた。

### 運行本数
日中1時間あたりの運行本数は以下のとおりである。
| 駅名 ＼ 種別 | 駅名 ＼ 種別      | 新開地           | 湊川                                   | …                | 鈴蘭台           | …                | 西鈴蘭台         | …                | 三木             | …                | 粟生             |
| ------------ | ----------------- | ---------------- | -------------------------------------- | ---------------- | ---------------- | ---------------- | ---------------- | ---------------- | ---------------- | ---------------- | ---------------- |
| 運行本数     | 準急（上りのみ）← | ←1本             | ←1本                                   | ←1本             | ←1本             | ←1本             | ←1本             | ←1本             | ←1本             | ←1本             | ←1本             |
| 運行本数     | 準急（上りのみ）← | ←1本             |                                        |                  |                  |                  |                  |                  |                  |                  |                  |
| 運行本数     | 普通              | 1本（下りのみ）→ | 1本（下りのみ）→                       | 1本（下りのみ）→ | 1本（下りのみ）→ | 1本（下りのみ）→ | 1本（下りのみ）→ | 1本（下りのみ）→ | 1本（下りのみ）→ | 1本（下りのみ）→ | 1本（下りのみ）→ |
| 運行本数     | 普通              | 1本（下りのみ）→ |                                        |                  |                  |                  |                  |                  |                  |                  |                  |
| 運行本数     | 普通              |                  | 2本 （鈴蘭台で新開地発着の列車と接続） |                  |                  |                  |                  |                  |                  |                  |                  |

### 列車種別

#### 現行の列車種別
全日とも昼間時の西鈴蘭台駅 - 粟生駅間は、上りは準急のみが、下りは普通のみが運転される。

##### 準急
準急は粟生線内では各駅に停車する。全日とも下りは深夜のみ運転、上りは早朝・深夜以外の時間帯で運転されている。

##### 普通
普通は全線で各駅に停車する。全日とも上りは夕方や早朝、深夜に運転。下りは深夜を除きほとんどの時間帯で運転されている。
三木・小野・粟生方面の列車のほか、鈴蘭台駅 - 西鈴蘭台駅間の区間列車が日中を中心に運転される。

#### 過去の列車種別

##### 快速
2020年3月13日まで存在した種別。平日朝に上り、夕方に下りがそれぞれ3本ずつ運転されていた。上りはすべて新開地行きで、うち1本は粟生駅始発、2本は小野駅始発。下りはすべて新開地発粟生行き。藍那駅・木津駅・木幡駅・栄駅のみ通過であった。
2020年3月14日のダイヤ改正で、快速列車は急行や普通に置き換えられて廃止された。

##### 急行
粟生線内は木津駅・藍那駅のみ通過していた。
2012年5月19日から2017年3月24日までは日中にも運転されていた。2012年5月19日ダイヤ改正の設定当初は、粟生駅発着が7往復、志染駅発着が4往復（いずれも新開地発着）で運転されていたが、2014年6月28日のダイヤ改正で、粟生発の上り1本が志染発に変更された。2016年5月21日のダイヤ改正では、JR加古川線・北条鉄道に接続しない粟生行きの下り1本が小野行きに変更され、小野行きが2009年3月20日のダイヤ改正で消滅して以来7年ぶりに復活したが、沿線利用者の減少に伴い、2017年3月25日に行われたダイヤ改正で日中運転の急行は廃止となった。平日朝に新開地行き上り3本（粟生発2本・小野発1本）が残ったが、2022年3月12日のダイヤ改正で準急に変更されて廃止された。

## 歴史
三木までの鉄道敷設は神戸有馬電気鉄道設立時から計画されていたが、若者の都市化を懸念する地元の長老らからの反対の声が上がったことにより断念された。
その後、1936年6月に三木電気鉄道が設立され、同年12月28日に鈴蘭台駅 - 広野ゴルフ場前駅間が開業した。当初から電気鉄道として建設されるも、電化工事の遅れから気動車（ガソリンカー）で営業を開始した。ガソリン動力併用認可は開業日と同日である。芸備鉄道（現在のJR芸備線）からガソリンカー2両を借り入れたが、急勾配での運行は不調が多かったようで、無認可で借り入れた蒸気機関車に牽引されている写真も残っている。当時の地方鉄道補助法による補助金を受けるには、1936年のうちに開業しておかねばならなかったことが、未電化での無理な開業の理由である。
翌1937年に電化が完成して電車の運転を開始し、同年12月28日に三木東口駅（現在の三木上の丸駅）まで、翌1938年には三木福有橋駅（現在の三木駅）まで開通した。
1947年には三木電気鉄道が有馬線・三田線を営業していた神戸有馬電気鉄道に合併して神有三木電気鉄道の路線となり、1949年には神戸電気鉄道と社名が改められた（1988年に現社名の神戸電鉄となる）。そして1951年に電鉄小野駅（現在の小野駅）まで、翌1952年に粟生駅までが開業して鈴蘭台駅 - 粟生駅間の全線が開通した。
2001年6月23日までは、志染駅以北は地上設備の都合上入線できる最長の編成が3両編成までだったため、昼間時の運転系統は新開地駅 - 志染駅間と、志染駅 - 粟生駅間に分かれていた。そのため、志染駅では双方間の列車同士で乗客のみならず乗務員も乗り換えを余儀なくされていたり、双方間の列車がおおむね3分未満で折り返して発車していくという慌しい光景が日常的に見られた。ラッシュ時には新開地駅 - 粟生駅間を直通運転するが、志染駅で2両編成を増解結し、新開地駅 - 志染駅間を4両編成以上として輸送力を確保していた。また、昼間時の運転間隔は、1991年改正以前では西鈴蘭台駅までは15分間隔、それ以西は30分間隔が基本だったが、その後、三木駅までが15分間隔になり、さらに2003年には小野駅までが15分間隔に短縮され、利便性が向上した。
2001年6月23日始発から、恵比須駅 - 粟生駅間の改良工事が完成し粟生駅まで4両編成が入れるようになり、志染駅での増解結が廃止され全列車が新開地駅 - 粟生駅間を直通運転されるようになった。この頃のダイヤは、粟生方面行きは急行・準急といった優等列車が主体で昼間時間帯は準急だけの運転であった。また、新開地行きは優等列車が朝夕中心に運転されていた。このため、それまで志染駅以北では見られなかった3000系などの4両編成列車が多く見られるようになった。
以前の急行は栄駅・木幡駅の両駅を通過していたが、通勤利用の利便を図るため停車させ、従来の急行停車駅での列車を「快速」と称して運転していた時期もあった。2009年3月20日のダイヤ改正から、以前の急行停車駅に停車する列車を再び「快速」として運転することとなった。
2005年3月26日のダイヤ改正から、昼間時の新開地発はすべて準急とし、粟生方面発は普通列車で運転しつつ鈴蘭台駅で三田方面からの準急と接続を取るダイヤとして所要時間を短縮し、新開地駅での接続が改善された。2007年3月31日のダイヤ改正では昼間時の準急の運転を取りやめ、2012年5月19日のダイヤ改正で昼間の新開地方面のみ準急が復活している。

### 年表
- 1928年（昭和3年）7月4日：神戸有馬電気鉄道に対し鉄道免許状下付（武庫郡山田村-美嚢郡三木町間）[8]。
- 1936年（昭和11年）
  - 6月29日：三木電気鉄道株式会社設立（資本金60万円、神戸有馬電気鉄道会長[9]の山脇延吉が会長兼務）[10][11]。11月17日設立登記。
  - 11月14日：神戸有馬電気鉄道から三木電気鉄道へ鉄道敷設権譲渡（11月12日認可）[12]。
  - 12月28日：三木電気鉄道により鈴蘭台駅 - 広野ゴルフ場前駅間が開業[13]（12月27日認可）。気動車（ガソリンカー）で営業開始[14]。
- 1937年（昭和12年）
  - 4月15日：全線電化完成し、同日より電車運転開始[14]。
  - 4月17日：鈴蘭台起点18km507より三木福有橋駅（現在の三木駅）工事施行認可。
  - 4月27日：木津駅開業[15]。
  - 6月15日：木幡駅・栄駅開業[16]。
  - 6月24日：広野ゴルフ場前駅 - 三木東口駅（現在の三木上の丸駅）間自動車連絡開始。
  - 12月28日：広野ゴルフ場前駅 - 三木東口駅間が開業[17]。
- 1938年（昭和13年）
  - 1月28日：三木東口駅 - 三木福有橋駅間が開業[18]（1月27日認可）。
  - 5月19日：福有橋変電所開設（唐櫃変電所より水銀整流器1000kW×1基移設）[19]。
- 1939年（昭和14年）4月1日：久留美駅を恵比須駅に[20]、三木東口駅を上の丸駅に改称[21]。
- 1942年（昭和17年）12月22日：鈴蘭ダンスホール前駅を小部西口駅に[22]、広野ゴルフ場前駅を広野新開駅に改称[23]。
- 1944年（昭和19年）8月4日：三木電気鉄道、資本金100万円に増資。
- 1947年（昭和22年）
  - 1月9日：神戸有馬電気鉄道が三木電気鉄道を合併し、神有三木電気鉄道に社名変更[14]。
  - 12月1日：三木福有橋駅 - 粟生間鉄道敷設認可。
- 1948年（昭和23年）10月1日：上の丸駅を三木上の丸駅に改称[21]。
- 1949年（昭和24年）
  - 2月2日：三木福有橋駅 - 粟生間鉄道工事施行認可（運輸省）。
  - 4月30日：神戸電気鉄道に社名変更[24]。
  - 6月25日：三木福有橋駅 - 粟生間鉄道工事施行認可（連合軍総司令部）。
  - 8月16日：福有橋変電所、水銀整流器1000kW×1基を増設[25]。
- 1950年（昭和25年）
  - 3月8日：広野野球場前駅開業[26]。
  - 8月30日：三木福有橋駅 - 粟生間新線建設のため4,000万円増資可決。
- 1951年（昭和26年）
  - 4月1日：広野新開駅を広野ゴルフ場前駅に改称[23]。
  - 12月28日：三木福有橋駅 - 電鉄小野駅（現在の小野駅）間が開業[24]（12月27日認可）。
- 1952年（昭和27年）
  - 4月10日：電鉄小野駅 - 粟生駅間が開業し全通[24]（4月9日認可）。
  - 10月1日：木津駅・木幡駅・栄駅・大村駅をそれぞれ電鉄木津駅・電鉄木幡駅・電鉄栄駅・電鉄大村駅に改称[27]。
- 1954年（昭和29年）1月1日：三木福有橋駅を電鉄三木駅に改称[24]。
- 1958年（昭和33年）6月15日：広野野球場前駅を緑が丘駅に改称[28]。
- 1962年（昭和37年）9月1日：小部西口駅を鈴蘭台西口駅に改称[22]。
- 1965年（昭和40年）8月2日：福有橋変電所、水銀整流器2基のうち1基をシリコン整流器1500kWに更新[25]。
- 1966年（昭和41年）4月18日：3両編成運転開始。
- 1969年（昭和44年）2月28日：福有橋変電所、水銀整流器1基をシリコン整流器1500kWに更新[25]。
- 1970年（昭和45年）6月5日：西鈴蘭台駅開業[24]。
- 1972年（昭和47年）
  - 4月6日：押部谷変電所（無人）竣工、送電開始。出力4,000kW。
  - 11月7日：鈴蘭台駅 – 押部谷駅間複線化認可申請[29]。
- 1973年（昭和48年）12月7日：志染駅 – 粟生間にATS設置（上り線側）。
- 1974年（昭和49年）
  - 4月5日：押部谷駅にて増結による4両編成（通勤急行）運転開始。
  - 9月2日：粟生線複線化第一期工事（川池信号場新設）認可。
  - 9月12日：粟生線複線化第一期工事（見津信号場 - 押部谷駅間）認可。
- 1974年（昭和49年）10月22日：志染駅 – 粟生間にATS設置。
- 1975年（昭和50年）
  - 3月5日：藍那駅 - 電鉄木津駅間の川池信号所起工。
  - 10月16日：藍那駅 - 電鉄木津駅間に川池信号所開設。西鈴蘭台駅 – 押部谷間にATS設置。
  - 12月15日：粟生線複線化第一期工事（見津信号場 - 押部谷駅間）起工。
- 1979年（昭和54年）
  - 8月28日：福有橋変電所無人化。
  - 10月6日：粟生線複線化第二期工事（西鈴蘭台駅 - 藍那駅間）起工。
  - 11月16日：電鉄木津駅 - 電鉄木幡駅間に見津信号所開設。見津信号所 - 押部谷駅間複線化[24]。
- 1980年（昭和55年）7月23日：皇太子・同妃が新開地駅 - 志染駅間を乗車。
- 1982年（昭和57年）
  - 1月18日：第二車庫（見津車庫）第一期工事起工。
  - 10月31日：西鈴蘭台駅 - 藍那駅間複線化[24]。
- 1983年（昭和58年）
  - 2月9日：第二車庫（見津車庫）第二期工事起工。
  - 10月14日：粟生線複線化第三期工事（川池信号場 - 見津信号場間）起工[報道 2]。
- 1984年（昭和59年）10月7日：第二車庫（見津車庫）第一期工事が竣工し開設。
- 1988年（昭和63年）
  - 4月1日：電鉄木津駅・電鉄木幡駅・電鉄栄駅・電鉄三木駅・電鉄大村駅・電鉄市場駅・電鉄小野駅をそれぞれ木津駅・木幡駅・栄駅・三木駅・大村駅・市場駅・小野駅に改称[6]。
  - 4月2日：ダイヤ改正に伴い、最高速度が60 km/hから70 km/hに引き上げ[6]。
- 1988年（昭和63年）11月28日：粟生線複線化第四期工事（藍那駅 - 川池信号場間）起工。
- 1989年（平成元年）3月26日：川池信号所 - 木津駅 - 見津信号所間複線化[6][30]。
- 1991年（平成3年）4月23日：小野駅橋上駅舎化。
- 1999年（平成11年）8月2日：木津駅橋上駅舎化。
- 2000年（平成12年）12月31日：新開地駅 - 志染駅間で終夜運転初実施。
- 2001年（平成13年）6月23日：恵比須駅 - 粟生駅間設備改良工事完成。よって全線にわたって4両編成列車の乗り入れが可能となった[6][7]。
- 2002年（平成14年）3月17日：鈴蘭台駅 - 粟生駅間にPTC・CTC導入。
- 2004年（平成16年）1月11日：新開地駅 - 粟生駅間でワンマン運転開始[31][32]。
- 2011年（平成23年）3月1日：駅構内の喫煙コーナーを廃止し、駅構内を全面禁煙化。
- 2018年  (平成30年）3月4日：三木駅下りホーム側駅舎が近隣火災の延焼で焼失[33][報道 3][報道 4]。翌日から志染駅 - 粟生駅間で朝夕を中心に本数を減らした臨時ダイヤで運転した[報道 5]が、9日朝ラッシュ後より通常ダイヤに復旧[広報 3]。

## 存続問題

### 輸送人員の激減
沿線のニュータウン開発により、粟生線は昭和40年代から輸送人員が急増し、車両の増結や複線化等の輸送力増強工事が進められた。しかし、1990年代後半からニュータウン在住者の定年退職や少子高齢化による影響で輸送人員が激減したことなどにより、複線化工事は中断された。輸送能力に見合った利用がなくなり、輸送力増強費用の回収が滞り、赤字が常態化した。神戸電鉄の路線全体を支えてきた有馬線の利用も減少、2000年代に入ると粟生線の存続が困難な状態に陥った。その後も状況は悪化の一途を辿り、危機的な状況が続いている。各種企画乗車券の発売や沿線ハイキングの実施等による観光需要の開拓にも取り組んでいるが、沿線はもともと集客力のある観光スポットに乏しいため、長期的な需要の創出には至らず、神戸電鉄の経営努力のみで路線を維持することは極めて困難になっている。
粟生線の年間輸送人員は1992年度の1420万人がピーク、その後は数年横ばい状態であったが、1996年度以降は輸送人員減に転じた。毎年1〜1.5%程度という通勤・通学に相当する年齢の沿線人口の減少などの影響を受け、2007年度にはピーク時の約半分の743万人に、2008年度には729万人にまで減少している。2009年度上半期（4月 - 9月）の輸送人員は対前年同期比4.5%（約17万人）マイナスとなっている。西神ニュータウンの発展・定着により粟生線沿線への転居が減少したほか、阪神・淡路大震災以降神戸市都心部の雇用創出力が弱まったことで、若い世代が就学・就労を機に沿線を離れる傾向が強まり、輸送人員の減少は止まらなかった。2009年3月、阪神なんば線開業にあわせたダイヤ改正を行い、乗り換え駅での他社線との接続を改善し、また同年4月には幅広い観点から鉄道事業の経営改善と将来計画を検討する社内組織を新設したものの、抜本的な乗客減への対策は打ち出せなかった。
1998年度の時点で既に年間6.8億円の赤字が出ており、2001年度からは毎年年間10億円以上の赤字を計上している状況である。特に2006年度と2007年度はともに過去最悪の年間12.7億円の赤字を計上しており、1998年度から2007年度の10年間だけでも約102億円もの累積赤字を抱えている。2008年度も、年間収入約21億円に対し支出は約34億円であり、12.7億円の赤字を計上している。加えて2004年度からは神戸電鉄が出した再生計画により国や兵庫県、神戸市・三木市・小野市から赤字補填のための補助金を受け、辛うじて路線を維持したが、当該計画による補助は2009年度で終了した。以降神戸電鉄が単独で路線を維持している状況にある。

### 路線バス・他社線との競合
神姫バスは1969年に三宮 - 西脇営業所（西脇市）間のバス運行を開始したが、1999年に経路変更が行われ西脇急行線となり、粟生線と一部並走するルートを経由する競合路線となった。その後2001年には恵比須快速線も開設された。粟生線はニュータウン開発された地域の南側を通るが、恵比須快速線は粟生線と一部並走する上にニュータウン内を経由するため、以後目に見えて多くの乗客を取られるようになっていった。神姫バス（特に恵比須快速線）は、新開地駅での乗り換えがなく三ノ宮駅（三宮駅）に直通することや、三木市のニュータウン内を通り抜けるため自宅そばにバス停があること、運賃が神鉄・神戸高速経由で三宮駅に出るよりかなり割安であること、高速道路を経由するため座席定員制で全員確実に着席できること、など利便やサービス面で粟生線に対して優位に立っており、特に志染 - 木幡間ではかなりの利用者が転移した。2001年の開設当初と比較し、2015年時点では平日朝の三宮行きは実質5分間隔となり、大幅に本数が増加した。またニュータウンを潜り抜けるようにして運行されていた三木市のコミュニティバス「みっきぃバス」も要因の一つと考えられる。さらに山陽自動車道の全通・整備により、神戸市以東や姫路市以西へは電車よりも早く行けるようになるなど、沿線地域内ではクルマ社会が定着して自動車での移動が主流になっていることも利用者減少の一因といえる。
なお、恵比須快速線も利用者が減少の一途を辿っており、2025年度現在の朝ラッシュ時の恵比須快速線の本数は30分に1本間隔となっており、最盛期である2010年代前半の1/6ほどの本数となっている。

### 粟生線活性化協議会の発足と公的支援
神鉄は2009年から粟生線の路線維持・利用促進・活性化のための広報活動を本格的に展開、パンフレットや自社ウェブサイトなどを通じて沿線住民に対し粟生線利用を呼びかけるようになった。また同年、兵庫県、神戸市・三木市・小野市との協議機関として粟生線活性化協議会を発足させた（委員は神戸電鉄と沿線三市。県は立会人）。その第1回会議が2009年12月11日に開かれ、その後も継続して開催されている。神鉄は協議会において「利用客を維持しサービス水準も守れるようにしたい」という考えを示しているものの、朝夕時間帯以外の減便や運賃値上げ等も検討せざるを得ないとの見通しにも言及。神戸電鉄全体の業績は伸びており、鉄道事業の営業成績も概ね良好に推移している中、粟生線の収支のみ悪化するという状態が続いているため、最悪の場合は路線を廃止することを視野に入れ、バス転換した際のコストのシミュレーションまで行っている。2010年、粟生線活性化協議会ではシンボルマークやキャラクターを募集するなど粟生線への関心を呼び起こす活動を展開。また現役時代に粟生線を利用していたであろう高齢者など交通弱者に粟生線の利用・回帰を促すため、2010年10月には粟生線活性化協議会の協力により70歳以上を対象にしたフリーパス「神鉄・高速シニアパス」の販売を開始した。
そのような中、神鉄は粟生線の存廃について2011年度中に判断する方針を固めた。赤字額が10年連続で10億円を超える見込みとなった上、利用促進策への国の補助も2011年度で打ち切られることや、2009年度の経常赤字は12億7千万円であり、2010年度も赤字が10億円を超える見込みのため、結論を急ぐことになった。2011年6月、神鉄は沿線三市に対し粟生線の上下分離方式（公有民営方式）による存続案を示し、押部谷駅 - 粟生駅間18 kmの鉄道用地と駅などの施設の買い取りを要請した。神鉄側が示した資産買い取り総額は計68億円、うち鉄道用地が約13億円、駅などの施設約55億円、また市別では三木市40億円、小野市26億円、神戸市2億円であり、買い取り後三市には神鉄に対し鉄道用地と駅などの施設の無償貸与することと、施設修繕費などの負担も求めるというものであった。ただ神鉄の提案通りに上下分離方式を導入したとしても、2012年度は約7億5千万円の赤字、2021年度には9億3千万円の赤字になるという試算も提示、粟生線が極めて逼迫した状況にあることが改めて明らかにされた。これに対し三市とも上下分離方式は受け入れ困難であると回答した。三市は、既に多年にわたり粟生線の赤字補填を行っており、乗客数や旅客運賃収入が低迷している以上更に赤字補填を継続することになる可能性が高く、それに加えて資産も買い取るとなると三市の財政負担が非常に大きくなることや、神鉄の試算に示された通り上下分離方式を導入したとしても抜本的な赤字体質からの脱却は実現しないことなどを指摘。仮に神鉄側が資産買い取り価格を下げたとしても受け入れられないとの意向を表明。沿線三市による支援策は行き詰まることになった。
これを受けて2011年12月28日、神戸電鉄本社で神鉄と関係自治体による会合が行われ、兵庫県の主導で新たな支援の枠組みを協議し、2012年1月末までに存続の結論を出すことになった。2012年2月7日に井戸敏三兵庫県知事は定例の記者会見で、兵庫県・沿線三市が神鉄と協定を締結し、2012年度から5年間無利子で40億円を貸し付け、その間に神鉄にコスト削減などの経営努力も求めながら2016年度までに全線の黒字化を促すと発表、2012年度の廃止は免れることとなった。5年間のうち2012年度・2013年度・2014年度の3年間については旅客運輸収入の目標値を定め、中間の年である2014年度にその達成状況を検証した上で、2015年度・2016年度の目標値の設定や助成期間・方法等の再検討を行うことになった。また一定以上の減収があった場合、三木市と小野市が合わせて最大計1億円を収入補填することになった。
パブリックコメントで提出された意見として、割引企画乗車券の発売や神姫バス程度まで運賃値下げを求める意見があり、2012年2月25日から平日昼間と土休日に使用可能な「粟生線〜三宮 平日昼間&土休日お得きっぷ」が発売された。一方で神姫バスも平日昼間と土休日に使用可能な、チャージ金額が1.3倍（プレミア+30%）となる徳用NicoPaを設定している。
粟生線の大幅な赤字が伝えられるようになってからも沿線住民の反応は鈍い状態が続いていたが、廃止の可能性が言及されるに至った状況を受け、2012年4月、住民団体「粟生線の未来を考える市民の会」（略称「あおみかん」）が結成され、沿線住民による支援運動が組織化された。また活性化協議会は同年7月に「粟生線サポーターズくらぶ」を設立、粟生線の利用促進や活性化を支援する個人や事業者を募集した。一方同年5月19日、神戸電鉄は粟生線の一部区間の昼間時運行本数を大幅に減便するダイヤ改正を行った。平日・土休日とも日中毎時4本のうち、3本を志染発着（急行1、準急2）、志染－粟生間を毎時1本（急行）とした。急行通過駅（藍那・木津）のための普通などの増発は設定せず、急行通過駅も便数削減となった。さらに通勤時間帯も数本減便したほか、新開地発粟生行きの終電（普通）を30分、新開地発小野行きの終電（準急）を15分繰り上げた。神鉄は「路線そのものの維持・存続のための「収支改善計画」の一環」と説明した。

### 地域公共交通総合連携計画の策定
2013年には「地域公共交通の活性化及び再生に関する法律」第5条第1項に基づき、粟生線活性化協議会において「地域公共交通総合連携計画」が策定され、兵庫県と沿線三市による粟生線活性化策の方針が示された。同年7月、同協議会にて公表された2012年度の輸送人員は667万人であった。利用促進活動開始以降輸送人員の減少幅は縮小し、2011年度の輸送人員は前年度より増加したものの、2012年度は一転して前年度比マイナス15万人の大幅減となり、2012年度の目標輸送人員730万人を大きく下回る結果となった。また運輸収入は18億7千万円に留まり、2012年の協定で定めた旅客運輸収入の目標値には届かず、前年度比4千万円の減収であった。一方2012年度の赤字額は9億7600万円となり、12年ぶりに10億円を切った。県と沿線三市による40億円の無利子貸し付け等の支援や昼間時減便などの経費削減効果により赤字額は前年度より2億2千万円改善した。
2013年度も乗客減が続き、電気料金値上げや消費税増税対応の影響により赤字が増大するなど状況は2012年度より悪化した。2014年3月、三木市役所にて開催された粟生線活性化協議会の会合では、2013年度の粟生線の赤字が2月末の時点で再び10億円を超えており、年度末までに10億9700万円に達する見込みであることが明らかにされた。また輸送人員は2月末現在で年間662万人と想定され、目標の700万人を大きく下回り、旅客運輸収入も更に減少している状態であることが公表された。2012年度に始まった県と沿線三市による支援計画では、運輸収入の減少幅を毎年0.7%と想定しており、その数値を維持するためには年間700万人台の輸送人員が必要であるが、2012年度・2013年度と2年連続でこの数字に届かず、減少に歯止めがかからなかった。特に同協議会が2013年度に打ち出した通勤定期の補助制度については、利用目標300人に対しわずか35人の申し込みに留まるなどほとんど効果がなかった。このため神戸電鉄側は2013年に同協議会が策定したばかりの「地域公共交通総合連携計画」の再策定を求め、「鉄道を拠点とした公共交通体系の再構築を連携計画に明記する」「神戸市・三木市・小野市の都市計画で駅中心のまちづくりの推進を定める」など五つの見直しを提案した。神戸電鉄担当者は「自助努力だけでは存続は不可能。住民の協力と自治体のサポートが不可欠」と強調した。
このような状況を受け、2014年6月28日に再びダイヤ改正を行った。平日朝6時台の上り急行2本を快速に、また朝夕の普通のうち新開地行き11本、粟生方面行き7本、計18本を準急に変更。土休日についても計13本を普通から準急に変更した。所要時間を短縮しラッシュ時の速達性の向上を図る一方、粟生線内の快速通過駅（栄・木幡）のための普通などの設定・増発はせず、減便となった。また志染駅 - 粟生駅間において平日・土休日ダイヤともさらに昼間・夜間の減便時間帯を拡大。昼間時間帯は9時台から30分間隔、10時台から14時台まで1時間間隔、夜間時間帯は21時台半ばから30分間隔の運行となり、粟生線全体の運行本数は削減された。普通から準急への変更に伴い停車本数の減る有馬線内の準急通過駅（丸山・鵯越）については普通の増発はしなかったものの、有馬線（および神戸高速線）・三田線・公園都市線についてはいずれも全体としては増便となった。神戸電鉄は「輸送実態に合わせた見直し」と説明している。2014年11月には高齢者向けフリーパス「神鉄・高速シニアパス」の販売を2015年3月をもって終了することを決めた。神戸電鉄によると、既存の高齢者の鉄道利用には一定の役割を果たしたものの、アンケート調査の結果バス・自動車利用者からの新規の利用は少なく、鉄道利用者を増やすことにはつながっていないことが明らかになったと説明。またパスは割安な価格設定のため回数券利用等を妨げ、かえって減収減益につながっている可能性があったという。「シニアパス」廃止を受け、神戸市は2015年度より社会実験として市内全域の70歳以上の市民を対象に、一定期間神戸電鉄全線が乗り放題となる割安の乗車券の販売を行い、利用促進の方策を探った。

### 公的支援の見直しと新たな協議体制
2012年度・2013年度の状況を踏まえ、2014年度には兵庫県・沿線三市と神鉄の協定に基づき、新たな数値目標の設定や助成期間・方法の見直しを行うことになった。沿線三市のうち小野市は、粟生線の利用状況が一向に改善しない現状を踏まえ、上下分離方式導入の検討についても前向きな姿勢を示すようになっていたが、2015年1月、蓬萊務・小野市長は「分社化や上下分離も含めて議論を進めるべきだ」と表明。「（活性化協議会の）利用促進策は大事なことだが、それだけでは経営の根幹は変わらない」「経営の責任は神戸電鉄にあり、透明化すべきだ。関係市も加わって経営戦略を考える会議が活性化協議会とは別に必要」「その会議で分社化や上下分離、運賃の値上げなどの議論を望む」「これまで自治体が経営に直接関与するのは避けてきたが、そうは言っていられない時期に来ている」等と路線の経営と存続について強い危機感を示した。小野市は同年3月発行の市の広報「広報おの」平成27年3月号から1年にわたって粟生線に関する連載記事や特集記事を掲載し、市民の関心を喚起する取り組みを行った。また活性化協議会も2014年度中、沿線飲食店と提携したスタンプラリーの開催や学生向けの粟生線活性化案コンテストなど、こまめな支援策を展開したものの、路線の収支は改善しなかった。神戸電鉄は同年3月30日の協議会の会合の最後に資料を配布し、「路線存続のためには上下分離方式導入が不可欠」と初めて協議会において公有民営方式移行に言及、兵庫県・沿線三市による2012年度からの支援が残り2年となったため、「遅くとも2015年度中に地域公共交通のあるべき姿を定める必要がある」と述べた。神戸電鉄側は上下分離方式によって存続となった他路線の具体例を説明するとともに、他路線の廃線事例も挙げるなど危機感をにじませた。沿線三市は賛否を保留したが、座長の正司健一・神戸大学副学長は「粟生線が機能しているうちに議論する必要がある」ともはや時間が無くなってきていることを指摘した。また同協議会に立会人としてオブザーバー参加していた兵庫県も2015年度より委員とし、神戸電鉄と沿線三市の話し合いに加わることになった。県はIC乗車券の記録情報を分析し、データを活用する考えを示した。
神鉄側が上下分離方式導入をめぐり踏み込んだ姿勢を示したことに対し、沿線三市の足並みの乱れが表面化した。小野市は「議論が必要」との姿勢を示す一方で、三木市は上下分離方式については協議会発足当初より「受け入れられない」と拒否している。3月30日の協議会において配布された神鉄作成の資料に「路線存続のためには上下分離方式導入が不可欠」との神鉄側の提案が記載されていたことについて、協議会会長の北井信一郎・三木市副市長は「神鉄側が配布・説明した上下分離方式が記載された資料は、会長としての私が確認・承認したものではなく、また協議会開催前に配布しないよう神鉄側に指示したにもかかわらず配布されたもの」「議事進行において会長の指示が守られない」と反発、「本来1期2年で交代するべき会長職を2期4年務めた」との理由から翌31日協議会会長と委員の職を突如辞任した。同年4月28日、三木市から市のまちづくり部長が代わりの委員に就任したものの、三木市側の強い姿勢に対し他の委員からは戸惑いや不安の声が上がり、協議会会長は空席となる異例の事態となった。同年7月13日、三木市まちづくり部長に代わり薮本吉秀・三木市長が委員となり、後任の会長に就任した。会長就任に際し薮本市長は上下分離には言及せず、新開地駅経由・粟生駅経由で他社線と相互乗り入れを行うことを提案、蓬莱・小野市長が示した「関係市も加わって経営戦略を考える会議が活性化協議会とは別に必要」との意見を受け、粟生線存続に向けて議論する沿線三市長らの新組織を早急に設置したいと述べた。
さらに2016年1月、薮本会長はこれまで神鉄と沿線自治体・住民の話し合いの場としての任意協議会であった粟生線活性化協議会について、2016年4月より「地域公共交通の活性化及び再生に関する法律」に基づく法定協議会に移行させ、粟生線の「地域公共交通総合連携計画」について、同法により国から特定事業の認定を受けることを目指す方針を提案。また粟生線存続に向けて議論する沿線三市長らの新組織については2月にも発足させる予定を示した。
2015年度も粟生線の利用状況は低迷し、同年度の年間輸送人員は646万人に終わった。神鉄は2016年5月21日にダイヤ改正を行い、粟生線のみさらに減便した。平日早朝5時台の鈴蘭台駅 - 小野駅間の上下各1本を減らしたほか、粟生駅での列車発着時刻を見直し、小野駅 - 粟生駅間については粟生駅で加古川線・北条鉄道と接続していない列車の運行をすべて取りやめた。
2016年12月、兵庫県と沿線三市は、2012年度から行っていた無利子融資などの公的支援を2016年度をもって終了する方針を固めた。粟生線の収支は5年間にわたって全く改善しなかったものの、神鉄側の経費節減もあり、神鉄の鉄道事業全体は堅調に推移。既に鉄道事業の経常黒字化を達成しているため、粟生線に対する無利子融資や三木市・小野市による収入補填については延長しないことを決めた。2017年度以降も活性化協議会による利用促進策の推進や、老朽化した車両や設備の更新に関する補助などの支援は継続される。2012年度から行った無利子融資40億円については2017年度内に神鉄が県と沿線三市に一括返済することになっている。
2017年1月13日、神鉄は同年3月に実施するダイヤ変更の概要を発表し、この中で粟生線についてさらなる減便を明らかにした。発表時点で10時 - 15時台に毎時4本運転していた粟生線西鈴蘭台駅 - 志染駅間について毎時2本を減便（西鈴蘭台折り返し化）し15分間隔から30分間隔に変更した（鈴蘭台駅 - 西鈴蘭台駅間、志染駅 - 粟生駅間については変更なし）。これに伴い日中の急行は上りが準急、下りが普通に種別変更され設定がなくなった。
2020年3月14日のダイヤ改正に伴い、三木市独自の施策として、2年間の社会実験として昼間時間帯（10時台 - 14時台）の志染駅 - 三木駅区間が上下各4便増便されている。また神戸電鉄も志染駅 - 小野駅区間で上下各1便増便している。これによりこの時間帯は当路線の三木市内にある駅で、恵比須駅以遠では大村駅を除き上下5便ずつ増便される（大村駅のみ1便ずつの増便）。ただし、利用の少ない昼間時間帯・深夜時間帯を中心に列車の運行が見直されたほか、快速の設定が無くなった。

### 地域公共交通網形成計画の策定
無利子融資・収入補填などの公的支援終了を受け、2017年4月、活性化協議会は「地域公共交通の活性化及び再生に関する法律」に基づく同年度から2021年度までの地域公共交通網形成計画を策定した。同計画策定に当たり、2017年3月まで沿線住民の意見を募った。沿線住民からは「相次ぐ減便やバス路線との競合により更に利用者が減るのではないか」「バスとの乗り継ぎ改善」「各駅施設・駐車場などの再整備を行って利便性を向上させる」などの声が寄せられた。地域公共交通網形成計画は2017年4月13日の活性化協議会において最終案通り決定されたが、席上募集した沿線住民の意見も紹介され、今後はこれらの声も踏まえて施策を進めることになった。2017年度は「バスとの乗り継ぎを示す時刻表の作成」「車両更新の推進」「全線開通65周年事業の実施」「沿線住民との意見交換会や出前講座の開催」等の重点事業を実施する。活性化協議会は粟生線の収支改善のみに注力せざるを得ない状況が続いており、かねてより沿線住民から要望があった施設の修繕・更新や駅構内の改良・バリアフリー化なども進展しておらず、なお課題が山積している。支援組織「粟生線サポーターズくらぶ」の会員数も減る一方であり、設立当初の3分の1にまで落ち込んでいる。沿線住民や事業者の関心は容易には高まらず、活動が思うように広がっていない。
2017年7月、三木市長の交代に伴い仲田一彦・三木市長が新たに活性化協議会会長に就任した。仲田新会長のもと初めて開催された同年8月の活性化協議会では、神鉄側から国の基準による「輸送人員」ではなく、IC乗車券の記録情報を蓄積した改札機データの解析による「実利用者数」が報告された。神鉄によると2016年度の実利用者数は832万404人、前年度比約9万8千人減、2011年度の約902万人から2016年度までに約70万人の減少であった。また過去の平均的な差をもとに推計した数値では、ピーク時の1992年度の実利用者数は約1846万人であったと見られることから、神鉄は2016年度までに1千万人以上の実利用者が減少、既にピーク時の半分以下の利用者数になっているものと推定している。
小野市は2017年9月1日よりコミュニティバス「らんらんバス」の路線として、新たに樫山駅と小野工業団地・小野流通等業務団地を結ぶ「匠台ルート（月 - 土曜運行）」を開設したところ、「らんらんバス」全体の2017年度年間利用者数が過去最高の15万人を突破し、樫山駅の乗降客数が大幅に増える効果があったという。

## 駅一覧
- 駅番号は2014年4月1日に導入[広報 9]
- 全駅兵庫県内に所在。
- 普通・準急とも全駅に停車（表中省略）。
- 線路 … ||：複線区間、◇・｜：単線区間（◇は列車交換可能）、∨：ここより下は単線、∧：ここより下は複線
- 終日駅員配置駅は鈴蘭台駅・志染駅。他は無人駅（西鈴蘭台駅・小野駅は時間帯配置）

| 駅番号 | 駅名                        | 駅間 キロ | 営業 キロ | 1日平均 乗降人数 2015年度 実数値 | 接続路線                                       | 線路 | 所在地 | 所在地 |
| ------ | --------------------------- | --------- | --------- | -------------------------------- | ---------------------------------------------- | ---- | ------ | ------ |
| KB06   | 鈴蘭台駅                    | -         | 0.0       |                                  | 神戸電鉄： 有馬線（新開地方面直通運転）        | ∨    | 神戸市 | 北区   |
| KB41   | 鈴蘭台西口駅                | 0.8       | 0.8       | 2,408                            |                                                | ｜   | 神戸市 | 北区   |
| KB42   | 西鈴蘭台駅                  | 0.5       | 1.3       | 6,272                            |                                                | ∧    | 神戸市 | 北区   |
| KB43   | 藍那駅                      | 1.7       | 3.0       | 167                              |                                                | ∨    | 神戸市 | 北区   |
| -      | 川池信号所                  | -         | (5.3)     | -                                |                                                | ∧    | 神戸市 | 北区   |
| KB44   | 木津駅                      | 3.4       | 6.4       | 828                              |                                                | \|\| | 神戸市 | 西区   |
| -      | 見津信号所                  | -         | (7.2)     | -                                |                                                | \|\| | 神戸市 | 西区   |
| KB45   | 木幡駅                      | 1.7       | 8.1       | 793                              |                                                | \|\| | 神戸市 | 西区   |
| KB46   | 栄駅                        | 1.5       | 9.6       | 1,518                            |                                                | \|\| | 神戸市 | 西区   |
| KB47   | 押部谷駅                    | 1.6       | 11.2      | 1,180                            |                                                | ∨    | 神戸市 | 西区   |
| KB48   | 緑が丘駅                    | 1.6       | 12.8      | 2,872                            |                                                | ｜   | 三木市 | 三木市 |
| KB49   | 広野ゴルフ場前駅            | 0.7       | 13.5      | 722                              |                                                | ◇    | 三木市 | 三木市 |
| KB50   | 志染駅                      | 2.1       | 15.6      | 3,189                            |                                                | ◇    | 三木市 | 三木市 |
| KB51   | 恵比須駅                    | 2.0       | 17.6      | 1,056                            |                                                | ｜   | 三木市 | 三木市 |
| KB52   | 三木上の丸駅 （三木城址前） | 1.0       | 18.6      | 339                              |                                                | ｜   | 三木市 | 三木市 |
| KB53   | 三木駅                      | 0.7       | 19.3      | 1,388                            |                                                | ◇    | 三木市 | 三木市 |
| KB54   | 大村駅                      | 1.5       | 20.8      | 382                              |                                                | ｜   | 三木市 | 三木市 |
| KB55   | 樫山駅                      | 2.4       | 23.2      | 162                              |                                                | ◇    | 小野市 | 小野市 |
| KB56   | 市場駅                      | 0.7       | 23.9      | 230                              |                                                | ｜   | 小野市 | 小野市 |
| KB57   | 小野駅                      | 2.3       | 26.2      | 2,565                            |                                                | ◇    | 小野市 | 小野市 |
| KB58   | 葉多駅                      | 1.5       | 27.7      | 147                              |                                                | ｜   | 小野市 | 小野市 |
| KB59   | 粟生駅                      | 1.5       | 29.2      | 1,206                            | - 西日本旅客鉄道： 加古川線 - 北条鉄道：北条線 | ｜   | 小野市 | 小野市 |

## 神戸電鉄粟生線を舞台とした文芸作品
- もっともっと幼児に恋してください（収蔵『神戸電鉄恋愛』）中島省吾著 日本文学館、2008年、ISBN 978-4-7765-1416-9
- 映画「神さま、わたしの鉄道をまもって。～三木の紅龍伝説～」（2020年/日本）